# Antonio María Barbieri
Antonio María Barbieri (Montevideo, 12 d'octubre de 1892 – ibídem, 6 de juliol de 1979) va ser un cardenal i arquebisbe catòlic uruguaià.

## Biografia
Nascut a Montevideo el 1892, Barbieri va ser batejat amb el nom d'Alfredo. El 1913 va entrar a l'Orde dels Frares Menors Caputxins. Després de continuar la seva formació a Itàlia, Barbieri va adoptar el nom d'Antonio María. El 1921 va ser ordenat sacerdot i va obtenir el seu doctorat en teologia el juliol de 1923. No va acceptar el càrrec de professor a la prestigiosa universitat romana i va decidir tornar a l'Uruguai.
El 1936, Barbieri va ser nomenat bisbe coadjutor de Montevideo. Va rebre la consagració episcopal el 8 de novembre del mateix any. El 1940 va esdevenir el tercer arquebisbe de Montevideo. Tenia un programa de ràdio i va contribuir com a professor d'història i com a assagista.
El 15 de desembre de 1958 va ser nomenat cardenal pel papa Joan XXIII, amb el títol de San Crisogono. Com a cardenal, va participar activament al Concili del Vaticà II. Va deixar el càrrec d'arquebisbe de Montevideo el 1976 després de 35 anys de servei.
Va morir a Montevideo el 1979 als 86 anys.